# Granite City
Granite City è un comune degli Stati Uniti d'America, situato in Illinois, nella Contea di Madison.